# Diana Krall
Diana Jean Krall (Nanaimo, 16 de novembro de 1964) é uma cantora e pianista canadense de jazz.

## Biografia
Krall nasceu na Colúmbia Britânica numa família musical. Ela começou a tocar piano aos quatro anos, e durante a sua juventude a família mudou-se para Vancouver. No colegial, ela começou a tocar num pequeno grupo de jazz. Aos quinze anos, ela passou a se apresentar regularmente em diversos restaurantes de Nanaimo.
A sua técnica chamou a atenção do baixista Ray Brown, que a apresentou a diversos professores e produtores. Aos 17 anos, Krall ganhou uma bolsa para estudar no Berklee College Of Music em Boston, Massachusetts. Passado algum tempo ela mudou-se para Los Angeles, Califórnia, passando a estudar com Jimmy Rowles, com quem ela começaria a cantar. Em 1990, Krall foi para Nova York, gravando alguns álbuns e finalmente alcançando sucesso internacional. Ela e o músico britânico Elvis Costello casaram-se em dezembro de 2003. Diana engravidou de Elvis em 2006 e os gêmeos Dexter Henry Lorcan e Frank Harlan James nasceram em 6 de dezembro de 2006, em Nova Iorque capital.

### Carreira profissional
Em 1993, Krall lançou seu primeiro álbum Stepping Out juntamente com John Clayton e Jeff Hamilton. Este álbum acabou chamando a atenção de Tommy Li Puma, que produziu seu segundo álbum Only Trust Your Heart (1995). Seu terceiro álbum All For You – Dedication to Nat King Cole Trio (1996) foi indicado para o Grammy e permaneceu na lista da Bilboard (revista norte-americana dedicada à música) durante 70 semanas. Em seguida foi lançado Love Scenes (1997) que se tornou rapidamente um sucesso de vendas com seu trio Krall, Russel Malone (violão) e Christian McBride (baixo).
Em agosto de 2000, Diana juntou-se com Tony Bennett para uma tour. Com arranjos orquestrais por Johnny Mandel, Diana lançou outro álbum intitulado When I Look In Your Eyes (1999). Este recebeu mais nomeações ao Grammy e venceu na categoria de Melhor Músico de Jazz do Ano. A sua banda continuou com essa mistura de arranjos no álbum The Look Of Love (2001), desta vez criados por Claus Ogerman. Esta gravação alcançou o CD de Platina e entrou para o Top 10 da Bilboard 200. The Look Of Love foi o considerado o Número 1 na lista canadiana além de ser quatro vezes Platina.

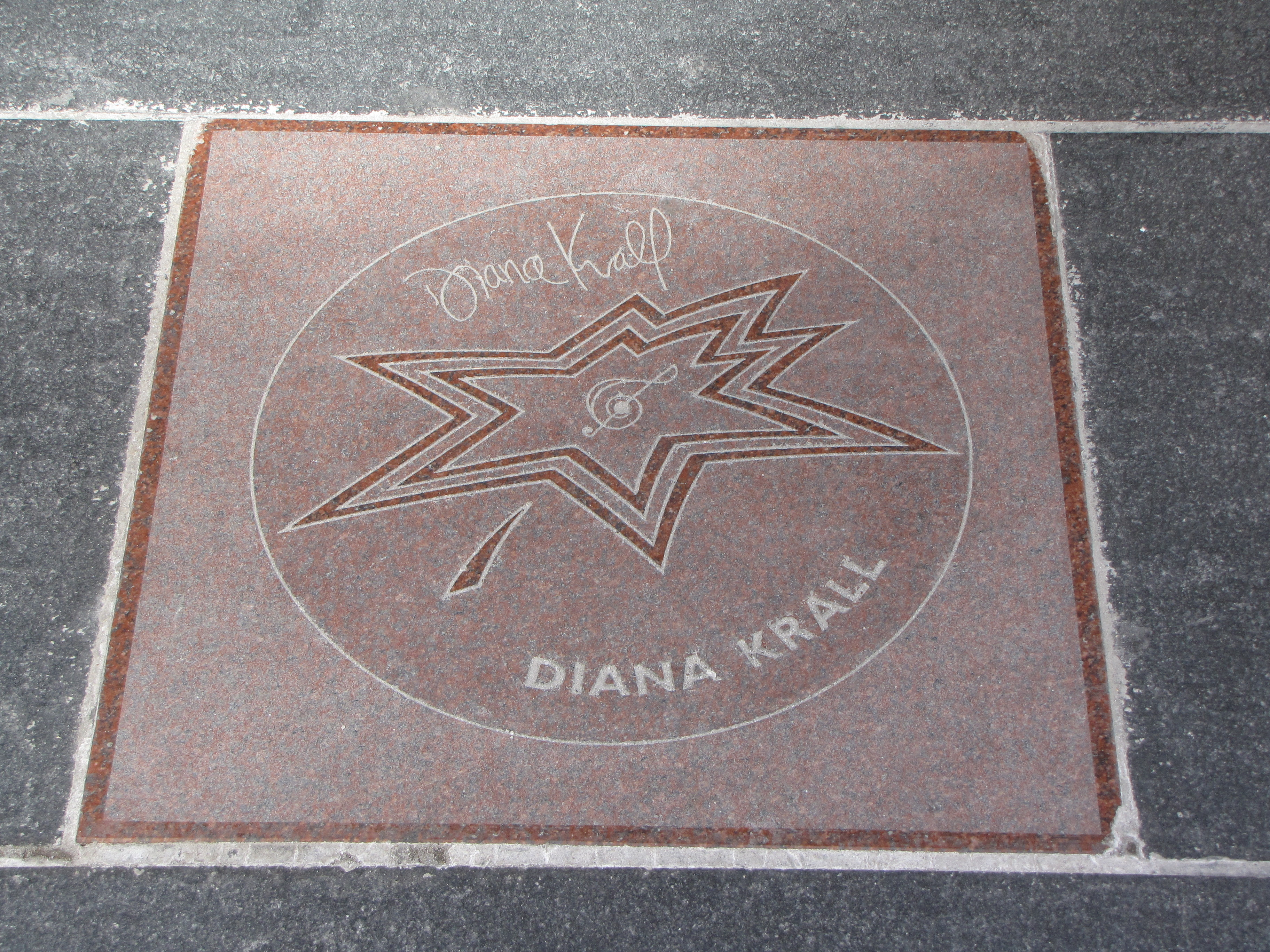
Estrela de Diana Krall na Calçada da fama do Canadá.

Em setembro de 2001, Diana realizou uma tournée pelo mundo e o seu concerto no Paris Olympia foi gravado e lançado como a sua primeira gravação ao vivo Diana Krall – Live in Paris que chegou ao topo da lista de Jazz da Bilboard além de permanecer no Top 20 e Top 200 da Bilboard. Neste ela teve como convidado o percussionista brasileiro Paulinho da Costa. Nessa mesma época ela esteve no Top 5 do Canadá, ganhou o Juno Award (prêmio canadense) e ganhou o seu segundo Grammy, desta vez como Melhor Gravação de Jazz  (Best Vocal Jazz Record) and a Juno Award. Este álbum incluiu dois famosos covers: Just The Way You Are – Billy Joe’l e A Case Of You – Joni Mitchell.
Mais tarde, com seu casamento com músico Elvis Costello, ela lançou-se como compositora, o que resultou no álbum The Girl In The Other Room (2004). Seu álbum rapidamente alcançou o Top 5 do Reino Unido e esteve na lista dos 40 melhores na Austrália. Ela também fez uma participação no álbum Genius Loves Company (2004) do aclamado músico Ray Charles com a música You Don't Know Me.
Em 2006, Krall lançou seu álbum From This Moment On (2006) onde interpreta nomes famosos do jazz, como Irving Berlin, Cole Porter, Richard Rodgers, Lorenz Hart, entre outros. O trabalho contou com a produção de Tommy LiPuma. Destaque para "How Insensitive", ou Insensatez, de Tom Jobim e Vinícius de Moraes, com letra em inglês de Norman Gimbel. No último maio/2007, Krall se apresentou em uma campanha da Lexus (Indústria automobilística japonesa). Ela também cantou a música "Dream a Little Dream of Me" com acompanhamento no piano do lendário pianista Hank Jones. Ainda em 2007 Diana Krall lançou o  The Very Best Of Diana Krall (2007), uma edição de luxo, que vem com CD e DVD numa mesma embalagem, e reúne os maiores sucessos.

## Discografia

### Álbuns
- 1993 - Stepping Out (#12 da Billboard Jazz Abuns)
- 1994 - Only Trust Your Heart (#8 da Billboard Jazz Abuns)
- 1996 - All for You: A Dedication to the Nat King Cole Trio (#3 da Billboard Jazz Abuns)
- 1997 - Love Scenes (#1 da Billboard Jazz Abuns)
- 1999 - When I Look in Your Eyes (#1 da Billboard Jazz Abuns)
- 2001 - The Look of Love (#1 da Billboard Jazz Abuns)
- 2002 - Live in Paris (#2 da Billboard Jazz Abuns)
- 2004 - The Girl in the Other Room (#1 da Billboard Jazz Abuns)
- 2005 - Christmas Songs (#1 da Billboard Jazz Abuns)
- 2006 - From This Moment On (#1 da Billboard Jazz Abuns)
- 2007 - The Very Best of Diana Krall (#1 da Billboard Jazz Abuns)
- 2009 - Quiet Nights (#1 da Billboard Jazz Abuns)
- 2012 - Glad Rag Doll
- 2015 - Wallflower
- 2017 - Turn Up the Quiet
- 2018 - Love Is Here To Stay
- 2020 - This Dream of You

### DVD
- 2002 - Live in Paris - (Eagle Records)
- 2004 - Live at the Montreal Jazz Festival - (Verve Records)
- 2008 - Live in Rio - (Verve Records)

### Músicas em Novelas da Rede Globo
| Ano  | Música                           | Novela               |
| ---- | -------------------------------- | -------------------- |
| 2001 | "Dancing in the Dark "           | As Filhas da Mãe     |
| 2001 | "Let's Face the Music and Dance" | Laços de Família     |
| 2003 | "I've Got You Under My Skin"     | Mulheres Apaixonadas |
| 2003 | "Just the Way You Are"           | Celebridade          |
| 2004 | "Temptation"                     | Começar de Novo      |
| 2005 | "The Look of Love"               | América              |
| 2006 | "Why Should I Care?"             | Páginas da Vida      |
| 2007 | "The Look of Love"               | Duas Caras           |
| 2009 | "Too Marvelous for Words"        | Viver a Vida         |
| 2010 | "Cry Me a River"                 | Ti Ti Ti             |